# Grewia tahitensis
Grewia tahitensis är en malvaväxtart som beskrevs av Jean Nadeaud. Grewia tahitensis ingår i släktet Grewia och familjen malvaväxter. Inga underarter finns listade i Catalogue of Life.